# Katonai ordinariátus (Magyarország)
A Magyarországi katonai ordinariátus vagy Magyarországi katolikus tábori püspökség katolikus személyi (az egyházmegyékhez hasonló, de nem területi alapon szerveződő) részegyház, mely a honvédség kötelékében szolgáló katolikusok lelkipásztori ellátásáért felelős.

## Történelem
A magyarországi katonai ordinariátust 1994-ben hozták létre.

## Szervezet

### A részegyházban szolgálatot teljesítő püspökök
- Ladocsi Gáspár (1994–2001)
- Szabó Tamás (2001–2007)
- Bíró László (2009–2021)
- Berta Tibor (2021–)